# Comté de Santa Barbara
Le comté de Santa Barbara (en anglais : Santa Barbara County) est un comté américain situé sur la côte Pacifique du Sud de l'État de Californie. Au recensement des États-Unis de 2020, il compte 448 229 habitants. Le siège de comté est Santa Barbara.

## Histoire
Le territoire du comté est habité pendant des millénaires par la tribu amérindienne des Chumash. L'explorateur espagnol Sebastian Vizcaino nomme la région Santa Barbara lorsqu'il découvre sa côte en 1602 : il entre dans la région le 4 décembre, le jour de la fête de Sainte Barbe. La région avait cependant déjà été visitée par Juan Rodriguez Cabrillo en 1542.
La mission Santa Barbara est fondée le 4 décembre 1786 dans ce qui est aujourd'hui Santa Barbara, qui donne son nom au comté. Celui-ci est l'un des 27 comtés originels de l'État créés en 1850. Une partie de son territoire est donnée au comté de Ventura en 1872.
Il existe une grande différence entre les parties nord et sud du comté, notamment aux niveaux économique et politique. En 1978, plusieurs habitants de la région nord lancèrent une action qui aurait permis de créer un Los Padres County à partir de leur région, mais cet effort n'eut pas de résultat. Plus récemment, une autre proposition de sécession a été entendue, qui créerait un Mission County ; et le comté a créé une commission qui a pour charge de vérifier la viabilité de cette demande.[Quoi ?]

## Municipalités et localités
- Ballard
- Buellton
- Carpinteria
- Casmalia
- Cuyama
- Goleta
- Guadalupe
- Hope Ranch
- Isla Vista
- Lompoc
- Los Alamos
- Los Olivos
- Mission Canyon
- Mission Hills
- Montecito
- New Cuyama
- Orcutt
- Santa Barbara
- Santa Maria
- Santa Ynez
- Solvang
- Summerland
- Toro Canyon
- Vandenberg Air Force Base
- Vandenberg Village

## Démographie
| 1850  | 1860  | 1870  | 1880  | 1890   | 1900   |
| ----- | ----- | ----- | ----- | ------ | ------ |
| 1 185 | 3 543 | 7 784 | 9 513 | 15 754 | 18 934 |

| 1910   | 1920   | 1930   | 1940   | 1950   | 1960    |
| ------ | ------ | ------ | ------ | ------ | ------- |
| 27 738 | 41 097 | 65 167 | 70 555 | 98 220 | 168 962 |

| 1970    | 1980    | 1990    | 2000    | 2010    | 2020    |
| ------- | ------- | ------- | ------- | ------- | ------- |
| 264 324 | 298 694 | 369 608 | 399 347 | 423 895 | 448 229 |